# 대수속력
대수속력(對水速力, speed made good through the water, speed through the water, log speed, STW)은 물 위에 통나무(log)를 떨어뜨렸다 가정할 때 그 통나무와 멀어지는 속력 즉 물에 대한 속력을 대수속력이라 한다. 실제로 15세기 선박에서는 통나무를 이용한 방법으로 선박의 속력을 측정했으며 선박은 물 위에 떠서 항해하므로 외력(바람이나 조류 및 해류)의 영향을 크게 받기 때문에 대수속력이라는 개념이 생겼다. 뒤에 있는 육지와 멀어지는 속력 즉 육지에 대한 속력을 대지속력(對地速力, speed made good over the ground, speed over the ground, ground speed, SOG)이라 한다. 자동차가 빙판길을 달린다고 가정을 할 경우 자동차는 선박과 같이 운동관성이 크고 마찰저항이 작으며 외력의 영향을 크게 받는 상태가 되는데, 이때 자동차 계기판의 속도가 대수속력의 개념이고 GPS 위치를 받아오는 내비게이션의 속도가 대지속력의 개념이다. 외력이 영향을 주는 방향에 따라 대수속력은 대지 속력보다 빠를 수도 느릴 수도 있다. 추측항법에 사용하는 속력 또는 선박 추진기의 RPM으로 속력을 계산하는 선박자체 계기판의 속도, 전자식 선속계(EM log) 에 의한 속력이 대수속력이며 지문항법, GPS 선속계, 음파선속계(doppler log) 에 의한 속력이 대지속력이다.
해사안전법상 대수속력의 정의 : "대수속력"(對水速力)이란 선박의 물에 대한 속력으로서 자기 선박 또는 다른 선박의 추진장치의 작용이나 그로 인한 선박의 타력(惰力)에 의하여 생기는 것을 말한다.
대한민국 해군에서 사용하는 대수속력의 정의 : 함정이 지정 속력 또는 회피 항해용 기본 속력에 대해 해류 또는 조류 이외의 기상 영향을 받아 결과적으로 항진하게 되는 속력